# Dario Dabac
Dario Dabac (* 23. Mai 1978 in Senj) ist ein ehemaliger kroatischer Fußballspieler und aktueller Fußballfunktionär. Zurzeit arbeitet er als Scout beim kroatischen Verein Dinamo Zagreb.

## Karriere

### Karriere als Spieler

#### Verein
Dabac begann seine Karriere in der Jugend des NK Nehaj Senj. In seinen ersten Profijahren hatte er mehrere Engagements bei Klubs in Kroatien und Bosnien und Herzegowina, ehe er 2001 zu Dynamo Dresden in die damals viertklassige Oberliga Nordost wechselte. Es gelang der direkte Aufstieg in die drittklassige Regionalliga Nord. Nach einer weiteren Saison wechselte er schließlich zum 1. FC Union Berlin in die 2. Fußball-Bundesliga. Mit ihm stieg er direkt wieder ab, wechselte aber zur SpVgg Greuther Fürth und blieb so in der zweiten Liga. Doch auch nach nur einem Jahr war sein Engagement dort vorbei und er wechselte nach Österreich zum SV Ried. Danach folgten viele, kurzzeitige Stationen, unter anderem in Japan bei Sanfrecce Hiroshima, in Kuwait bei Al-Arabi sowie in China bei Chongqing Lifan und Shenyang Zhongze. Zuletzt spielte er wieder bei seinem Jugendclub NK Nehaj Senj, wo er 2015 seine aktive Karriere beendete. 

#### Nationalmannschaft
Insgesamt bestritt Dabac fünf Spiele für die Kroatische U-21.

### Karriere als Trainer
2015 startete er seine Trainerkarriere, zunächst in der Jugend vom HNK Rijeka. Im Juni 2018 bekam er seine erste Anstellung als Cheftrainer einer Herrenmannschaft, als er Trainer des chinesischen Vereins Sichuan Jiuniu FC wurde. Dort wurde er allerdings bereits nach etwas mehr als einem halben Jahr im Januar 2019 entlassen. Nach einiger Zeit ohne Verein wurde er am 24. August 2020 Sportdirektor beim NK Istra aus der 1. HNL. Dort blieb er bis zum Ende der Saison 2021/22. Zum 1. Juli 2022 wurde er daraufhin Sportdirektor beim HNK Šibenik, bereits im Dezember dieses Jahres wurde die Zusammenarbeit jedoch einvernehmlich wieder beendet, das Team stand zu dem Zeitpunkt auf dem vorletzten Tabellenplatz.
Im Dezember 2023 kehrte er zu Dinamo Zagreb zurück, bei denen er bereits als Spieler aktiv gewesen war. Er übernahm die Rolle eines Scouts, um das Team von Trainer Sergej Jakirovic zu unterstützen.